# Guicennas

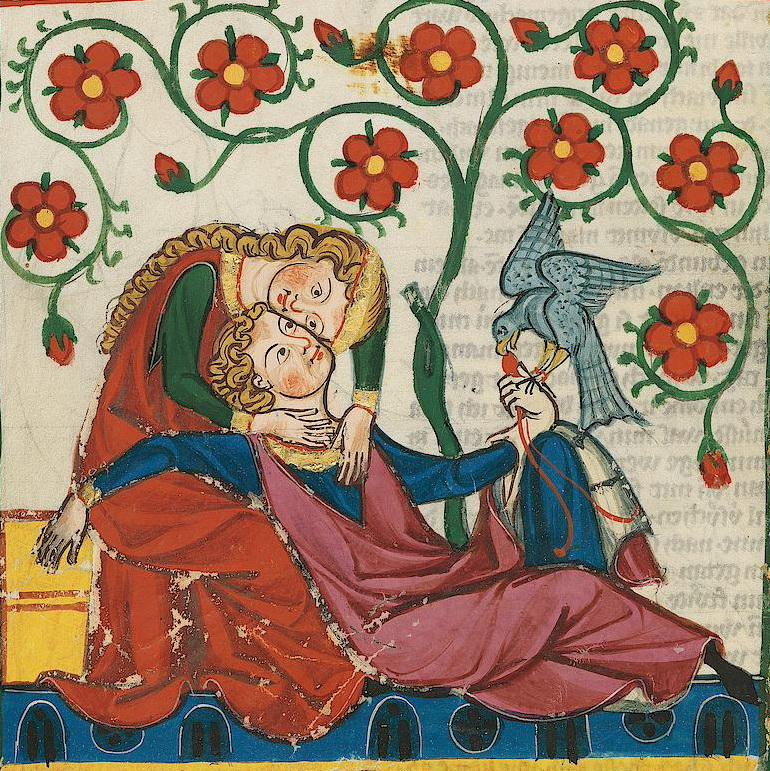
Escena d'idili i falconeria en ambient normand: Bianca Lancia i Frederic II Hohenstaufen en el Còdex Manesse

Guicennas (fl. XIII segle; ... – ...) va ser un cavaller alemany del Dos-cents.

## Biografia
Guicennas és conegut pels serveis com a falconer, primer al Regne de Frància Oriental i després en l'entorn normand i sueu del Regne de Sicilia, on va ser també mestre de caça a la cort, al servei de Frederic II Hohenstaufen de la dinastia Sueva.
Se'l coneix com a autor d'un tractat en llengua llatina, De arte bersandi, sobre la caça amb armes de llançament, arc i ballesta.

### De arte bersandi
S'ha suggerit que aquesta obra, com d'altres de la mateixa època, pot ser part d'una tradició de caça i falconeria que va prosperar a la cort normanda del regne de Sicília ja abans de l'aparició de la predilecció per l'activitat de la cacera per part de Frederic II.
El tractat s'ha transmès des d'un sol testimoni, el manuscrit Vaticà Llatí 5366, conservat a la Biblioteca Apostòlica Vaticana.

### Edicions
- Kurt Lindner, De l'art bersandi. Ein Traktat des 13. Jahrhunderts über die Jagd auf Rotwild, (Quellen und Studien zur Geschichte der Jagd, Grup 1), Verlag Walter de Gruyter, Berlin, 1954
- Tilander, Gunnar, Guicennas De arte bersandi : le plus ancien traité de chasse de l'Occident, Uppsala : Almqvist & Wiksells, (Cynegetica ; 3) 1956

## Elements relacionats
- Falconeria
- Frederic II, De arte venandi cum avibus
- De scientia venandi per aves